# Jerzy Kurjaniuk
Jerzy Kurjaniuk (ur. 1 czerwca 1931, zm. 22 stycznia 2018) – polski pedagog, specjalista w zakresie dydaktyki, pedagogiki pracy i zawodoznawstwa.

## Życiorys
Studiował na Politechnice Warszawskiej. Był stypendystą Fulbrighta. W 1972 uzyskał stopień naukowy doktora na Uniwersytecie Adama Mickiewicza w Poznaniu, zaś w 1977 tytuł docenta. Był wieloletnim dyrektorem Departamentu w Ministerstwie Szkolnictwa Wyższego Nauki i Oświaty, którego był pracownikiem w latach 1960–1974, następnie w latach 1974–1975 był pracownikiem Politechniki Warszawskiej. W latach 1975–1986 związany był z Instytutem Kształcenia Zawodowego. Był także docentem Instytutu Pracy i Spraw Socjalnych. Należał do pionierów pedagogiki pracy w Polsce. Kierował zespołem redaktorskim w składzie Teresa Hordyjewicz, Teresa Popielas, Jolanta Skórska i Jerzy Stahl, który opracował w 1995 pięciotomową klasyfikację zawodów i specjalności wraz ze słownikiem wszystkich sklasyfikowanych zawodów i specjalności wydaną przez Ministerstwo Pracy i Polityki Socjalnej.

## Wybrane publikacje
- Laboratoria językowe: struktura techniczna a funkcja dydaktyczna (Państwowe Wydawnictwo Naukowe, Warszawa, 1973)
- Problemy kształcenia zawodowego w Stanach Zjednoczonych Ameryki Północnej: analiza teorii kształcenia zawodowego (Państwowe Wydawnictwo Naukowe, Warszawa, 1981; ISBN 83-01-01192-0)
- System kształcenia zawodowo-technicznego w Węgierskiej Republice Ludowej (Instytut Kształcenia Zawodowego, Warszawa, 1982)
- Teoretyczne podstawy systemów klasyfikacyjnych zawodów w Stanach Zjednoczonych AP (Instytut Pracy i Spraw Socjalnych, Warszawa, 1980)